# Milà-Sanremo 1926
La Milà-Sanremo 1926 fou la 19a edició de la Milà-Sanremo. La cursa es disputà el 15 d'abril de 1926, sent el vencedor final l'italià Costante Girardengo, que d'aquesta manera aconseguia la seva cinquena victòria en aquesta cursa.
89 ciclistes hi van prendre part, acabant la cursa 34 d'ells.

## Classificació final
|    | Ciclista            | Equip | Temps      |
| -- | ------------------- | ----- | ---------- |
| 1  | Costante Girardengo | -     | 9h 48' 00" |
| 2  | Nello Ciaccheri     | -     | + 6' 40"   |
| 3  | Egidio Picchiottino | -     | + 11' 15"  |
| 4  | Gaetano Belloni     | -     | + 12' 45"  |
| 5  | Arturo Bresciani    | -     | + 17' 30"  |
| 6  | Ermanno Vallazza    | -     | + 18' 30"  |
| 7  | Giuseppe Pancera    | -     | + 18' 35"  |
| 8  | Marcel Huot         | -     | + 21' 00"  |
| 9  | Romain Bellenger    | -     | + 22' 30"  |
| 10 | Secondo Martinetto  | -     | + 30' 00"  |